# Guesálaz/Gesalatz
Guesálaz/Gesalatz är en kommun i Spanien.   Den ligger i provinsen Provincia de Navarra och regionen Navarra, i den nordöstra delen av landet, 300 km nordost om huvudstaden Madrid. Antalet invånare är 464. Arean är 77 kvadratkilometer.
Terrängen i Guesálaz/Gesalatz är huvudsakligen kuperad, men åt sydväst är den platt.